# Morris Simmonds
Morris Simmonds (ur. 14 stycznia 1855 na St. Thomas, zm. 4 września 1925 w Hamburgu) – niemiecki lekarz, patolog.
Urodził się na należącej wówczas do Danii wyspie Saint Thomas, w 1861 roku razem z rodziną przeniósł się do Hamburga. Uczęszczał do humanistycznego gimnazjum Johanneum w Hamburgu. Studiował medycynę na Uniwersytecie w Tybindze, w Lipsku, Monachium i Kilonii. Tytuł doktora medycyny otrzymał w 1879 na Uniwersytecie w Kilonii. Od 1879 do 1880 był asystentem w Instytucie Patologicznym Uniwersytetu w Kilonii, od 1880 do 1882 asystentem w klinice chirurgicznej tej uczelni, a od 1882 do 1884 pracował jako asystent w Szpitalu Ogólnym w Hamburgu. Przez kolejne lata był wolnopraktykującym lekarzem w Hamburgu.
W 1889 roku został prosektorem w Instytucie Patologicznym Szpitala Świętego Jerzego. W 1909 roku został profesorem na Uniwersytecie w Hamburgu.
Przeprowadzał badania nad patologią gruczołów wewnętrznych, narządów płciowych, chorobami zakaźnymi. Łącznie opublikował 121 prac naukowych. Jako pierwszy w 1914 roku opisał charłactwo przysadkowe, znane również jako choroba Glińskiego-Simmondsa.